# Ясюниха (аэродром)
Ясю́ниха — спортивный аэродром, расположен на юго-восточной окраине города Иваново в местечке Ясюниха. Основан в 1931 году. С 1941 года на аэродроме базируется аэроклуб. В 1964 году преобразован в Ивановский Аэроклуб ДОСААФ.
- Позывной: Борей
- Частота: 125.0 МГц

Полеты в тёплый период (с конца апреля по конец октября) производятся с колес, в холодный период (с конца декабря по конец марта) — с лыж. Парк авиатехники аэроклуба включает самолёты:
- Як-52 — 6 бортов (на крыле 3)
- Як-55 — 1 борт
- Як-18Т — 1 борт
- Ан-2 — 3 борта

Помимо этого, на аэродроме базируется около 10 частных самолётов как заводского, так и самостоятельного изготовления. Производятся учебно-тренировочные прыжки с парашютом. Недалеко от аэродрома расположен городской парк отдыха «Харинка».
В апреле 2013 года областными властями, во главе с губернатором Михаилом Менем, было принято решение произвести капитальный ремонт аэродрома, а также будет улучшено его материально-техническое обеспечение:

развитие деятельности аэродрома «Ясюниха» напрямую связано с повышением качества предоставляемых услуг, что возможно осуществить только совместными усилиями. «Руководство ДОСААФ готово оказать поддержку в работе по выведению аэродрома на качественно новый уровень. Ивановский парашютный завод „Полёт“ также выразил готовность взять под своё крыло авиационно-спортивный клуб в Ясюнихе».
На аэродроме проводятся различные мероприятия, в том числе в 2013 году был отпразднован День малой авиации.